# Строймонтаж
Корпорация «Строймонтаж» — прекратившая существование российская строительная и девелоперская компания, один из лидеров рынка жилищного строительства Санкт-Петербурга в 2000-х годах. Штаб-квартира располагалась в Санкт-Петербурге. Компания значительно пострадала в результате экономического кризиса 2008—2010 годов и корпоративного конфликта с одним из своих кредиторов, ОАО «Балтийский банк», по состоянию на июль 2015 года находящегося в процессе санации; в 2010 году в отношении ЗАО «Строймонтаж» введено конкурсное производство, в июле 2015 года завершена процедура ликвидации компании.

## Собственники и руководство
Основным владельцем и руководителем компании являлся предприниматель Артур Кириленко.

## История компании
Компания была создана в 1994 году предпринимателем Артуром Кириленко, совместно с Сергеем Полонским.

### 90-е годы
«Строймонтаж» первоначально специализировался на ремонтно-отделочных работах в уже построенных домах. В 1994-1995 годах, во время «кризиса неплатежей», застройщики стали расплачиваться со «Строймонтажом» квартирами, и компания самостоятельно реализовывала их на рынке. В 1996 году «Строймонтаж» получил свой первый проект полного цикла – завершение строительства многоквартирного дома «Ленэнерго» во Всеволожском районе Ленинградской области.
В 1995-1998 годах «Строймонтаж» специализировался на функции генерального подрядчика жилищного строительства для ведущих игроков инвестиционно-строительного комплекса Санкт-Петербурга, а к 1998-1999 вышел на бизнес-модель девелопера с собственным инвестиционным портфелем.
К 2000 году «Строймонтаж» становится корпорацией: портфель включает проекты, связанные с девелопментом новых районов Санкт-Петербурга (Ржевка-Пороховые, озеро Долгое и др.). Создаются новые подразделения:  «Строймонтаж-Свая», «Строймонтаж-Авто», Архитектурно-проектное бюро, начинается подготовка проектов в сфере коммерческой недвижимости: комплекса «Пятый элемент» на Крестовском острове и бизнес-центра «Петровский форт».

### Разделение бизнеса с Полонским
В 2000 «Строймонтаж» открывает дочернее подразделение в Москве, которое возглавляет Сергей Полонский. Кириленко сосредотачивается на проектах в Санкт-Петербурге. В 2002 Полонский и Кириленко разделили бизнес, а в 2004 году на базе московского филиала Полонский создал компанию Mirax Group и впоследствии вышел из капитала «Строймонтажа»: после раздела бизнеса Артур Кириленко становится основным владельцем компании «Строймонтаж».

### Развитие бизнеса в 2000-е годы
В эти годы «Строймонтаж» демонстрировал интенсивный рост бизнеса: если в 1999 году «Строймонтаж» сдал всего 6 объектов общей площадью 55 000 м², из которых по двум зданиям компания была лишь генподрядчиком, то уже к 2002 году корпорация ввела 120 тыс. м² в Москве и Санкт-Петербурге, а в 2003 – 320 тыс. м², одновременно ведется строительство 20 объектов.
В 2008 году компания сдала 286 тыс. м² жилья. Общий портфель составлял 1,5 млн кв. м. Дочерняя компания Hermitage SAS работала над проектом по строительству 110 000 м² жилья рядом с Парижем.

### Конфликт с Балтийским банком
В разгар экономического кризиса в конце 2008 года, на фоне острых проблем с ликвидностью в строительном секторе, Балтийский Банк, один из кредиторов «Строймонтажа», несколько раз повышал ставки по уже выданным кредитам, а затем потребовал их досрочного погашения. К 2009 году ситуация переросла в корпоративный конфликт, когда Балтийский банк инициировал серию судебных процессов с целью получить активы застройщика по ликвидационной стоимости в счет обеспечения просроченного кредита. В конце апреля 2009 года Балтийский банк подал два иска о взыскании сумм непогашенного кредита и к основному владельцу «Строймонтажа» Артуру Кириленко как поручителю по кредитам компании. Конфликт сопровождался возбуждением в отношении Кириленко уголовного дела, которое спустя два года было прекращено за отсутствием состава преступления.
В 2009 году «Строймонтаж» направил в Арбитражный суд Санкт-Петербурга и Ленинградской области заявление о банкротстве, назвав это «вынужденной мерой», необходимой для защиты частных инвесторов, прежде всего – дольщиков, от недружественных действий Балтийского банка.
В 2010 году суд признал «Строймонтаж» банкротом, в отношении компании введено конкурсное производство, а Кириленко покинул пост президента. К моменту банкротства, «Строймонтаж» завершил все проекты по строительству жилых домов, полностью выполнив обязательства перед дольщиками, а также реструктурировал задолженность перед всеми остальными банками-кредиторами, в числе которых были Банк "Санкт-Петербург", Сбербанк, Альфа-банк, Балтинвестбанк, Росбанк, Кредит Европа Банк, Банк «Зенит» и другие. Все сделки по продаже активов «Строймонтажа», совершенные в период конфликта с Балтийским Банком, признаны следствием экономически обоснованными, "то есть улучшившими экономическое состояние общества и позволившими, в том числе, достроить дома для граждан-дольщиков и погасить часть долгов перед иными кредиторами. Признаки преднамеренного банкротства в действия руководства ЗАО «Строймонтаж» не выявлены".
Конкурсное производство продолжалось 5 лет, и 14 июля 2015 года ЗАО «Строймонтаж» был исключен из ЕГРЮЛ в связи с ликвидацией «на основании определения арбитражного суда о завершении конкурсного производства».

## Основные проекты
С момента образования компания построила более 800 000 м² жилья и 60 000 м² коммерческой недвижимости. В 2008 году компания сдала 286 тыс. м² жилья. Среди реализованных проектов — бизнес-центр «Петровский форт», элитный комплекс апартаментов "Пятый Элемент", жилые комплексы "Монблан", "Академия", "Звездный", "Огни Юго-Запада", "Южные Паруса" и другие в Санкт-Петербурге.
Выручка компании за 9 месяцев 2008 года составила 2,1 млрд руб., прибыль — 6,9 млн руб.